# 內瓦達山脈
26°28′48″S 68°34′48″W / 26.48000°S 68.58000°W
內瓦達山脈（西班牙語：Sierra Nevada de Lagunas Bravas），是南美洲的火山山脈，橫跨智利和阿根廷，屬於安第斯山脈的一部分，山體在全新世形成，人類在2000年12月12日首次登頂。